# Jepifanij Slavinetskyj
Jepifanij Slavinetskyj (ukrainska: Єпіфаній Славинецький, ryska: Епифаний Славинецкий), födelseår okänt, död 19 november 1675 i Moskva, var en rutensk teolog och filolog.
Slavinetskyj var lärare vid "brödraskolan" i Kiev och kallades 1650 till Moskva för att översätta grekiska böcker och undervisa i tjudovska klosterskolan. År 1674 utförde han en översättning av Nya testamentet från grekiska till kyrkslaviska och av Moseböckerna samt var patriarken Nikon behjälplig vid textrevidering och tolkning av kyrkofäderna. Hans tolkningar var tunga och svårfattliga på grund av den pedantiska formella troheten mot originalen, men hans egna skrifter röjer en ganska ren språkbehandling. Dessutom författade han ett fortfarande otryckt Leksikon greko-slavjano-latinskij och ett på Nya testamentets ordförråd grundat Leksikon filologiljeskij.